# Dasybranchus lunulatus
Dasybranchus lunulatus är en ringmaskart som beskrevs av Ehlers 1887. Dasybranchus lunulatus ingår i släktet Dasybranchus och familjen Capitellidae. Inga underarter finns listade i Catalogue of Life.